# 大久保町 (東京府)
大久保町（おおくぼまち（ちょう））は、東京府豊多摩郡にかつて存在した町である。

## 地理
ほとんどが武蔵野台地を構成する豊島台上にある。
- 陸軍施設:陸軍技術本部、科学研究所、戸山原射撃場

## 歴史
江戸時代は幕府の警護に当たった伊賀組百人鉄砲隊（鉄砲百人組頭）の居住した場所として、またツツジの名所としても有名であった。
- 1889年（明治22年）5月1日 - 町村制施行により、東大久保村、西大久保村および大久保百人町が合併し、南豊島郡大久保村が発足。
- 1896年（明治29年）4月1日 - 南豊島郡および東多摩郡が合併し豊多摩郡となる。
- 1912年（大正元年）12月1日 - 大久保村が町制施行し、大久保町となる。
- 1932年（昭和7年）10月1日 - 東京市に編入され消滅、淀橋区の一部となる。

### 町名の変遷
淀橋区成立時の町名改称は以下のとおり。
| 実施後         | 実施年月日    | 実施前（特記なければ各字名ともその一部）   |
| -------------- | ------------- | ------------------------------------------ |
| 東大久保一丁目 | 1932年10月1日 | 大字東大久保字前田甫・東大久保町           |
| 東大久保二丁目 | 1932年10月1日 | 大字東大久保字上ヶ地・砂利場・天神前・高場 |
| 東大久保三丁目 | 1932年10月1日 | 大字東大久保字新田裏・角筈裏               |
| 西大久保一丁目 | 1932年10月1日 | 大字西大久保字南裏・仲通・北裏（一部）     |
| 西大久保二丁目 | 1932年10月1日 | 大字西大久保字北裏（一部）                 |
| 西大久保三丁目 | 1932年10月1日 | 大字西大久保字北裏（一部）                 |
| 西大久保四丁目 | 1932年10月1日 | 大字西大久保字北裏（一部）                 |
| 百人町一丁目   | 1932年10月1日 | 大字百人町字南通                           |
| 百人町二丁目   | 1932年10月1日 | 大字百人町字仲通                           |
| 百人町三丁目   | 1932年10月1日 | 大字百人町字仲通北側                       |
| 百人町四丁目   | 1932年10月1日 | 大字百人町字北通                           |

## 地域
- 大字名
小字名（地番）
- 大久保百人町（後に大字百人町）
南通（1-35）、仲通（36-256）、仲通北側（257-393）、北通（394-550）
- 西大久保
北裏（1-170）、仲通（175-354）、南裏（355-519）
- 東大久保
上ヶ池（1-24）、砂利場（25-166）、天神前（167-301）、高場（302-320）、前田甫（321-398）、東大久保町（399-488）、新田裏（489-503）、角筈裏（504-546）

## 教育
- 東京医学専門学校
- 海城中学校
- 大久保青年訓練所
- 高千穂中学校
- 高千穂尋常高等小学校
- 大久保尋常高等小学校 - 現在の新宿区立大久保小学校
- 戸山尋常小学校 - 現在の新宿区立戸山小学校
- 天神尋常小学校 - 現在の新宿区立天神小学校

## 交通

### 鉄道
- 鉄道省
  - 中央本線
    - 大久保駅

  - 山手線
    - 新大久保駅

## 出身・ゆかりのある人物
- 安藤昇 - 元ヤクザ、俳優、小説家、歌手、プロデューサー
- 江藤淳 - 文学評論家
- 丹波哲郎 - 俳優
- 森川時久 - 映画監督、演出家
- 廖承志 - 中国の政治家
- 町村金弥 - 大久保町長
- 横山章 - 衆議院議員、貴族院議員
- 剣持勇 - インテリアデザイナー

## 関連書籍
- 東京市臨時市域擴張部 『豊多摩郡大久保町現状調査』 1931年